# 方學蘇
方學蘇（？—？），字仲海。順天府寶坻縣（今屬天津市）人，清朝政治人物，曾任衡永郴桂道巡道。

## 生平
道光二十六年丙午科舉人，二十七年（1847年）張之萬榜三甲進士。同治十年（1871年）曾任湖南分巡衡永郴桂道。

## 家族
- 祖父：方振德，嘉庆辛酉举人，柏乡县教谕
- 父：方涛，官至山东按察使，诰授中宪大夫
- 族叔：方淇，道光壬午举人
- 兄弟：方学伊，官御史，光禄寺少卿
- 兄弟：方学周，咸丰十一年举人